# Gmina Petrowec
Gmina Petrowec (mac. Општина Петровец) – gmina wiejska w środkowej Macedonii Północnej.
Graniczy z gminami: Zełenikowo i Studeniczani od zachodu, Wełes od południowego wschodu i Sweti Nikołe od wschodu, Kumanowo i Ilinden od północy oraz Skopje od północnego zachodu.
Skład etniczny
- 51,43% – Macedończycy
- 22,86% – Albańczycy
- 17,47% – Boszniacy
- 5,03% – Serbowie
- 3,21% – pozostali

W skład gminy wchodzi:
- 17 wsi: Badar, Błace, Brezica, Cziflik, Diwlje, Dołno Końari, Gorno Końari, Gradmanci, Katłanowo, Ćojlija, Kożle, Letewci, Ogńanci, Petrowec, Rżaniczino, Sredno Końari, Suszica.